# Fraxinus greggii
Fraxinus greggii — вид квіткових рослин з родини маслинових (Oleaceae).

## Опис
Це невелике дерево чи кущ. Цей ясен має майже вічнозелене темно-зелене жорстке листя завдовжки менше 5 см. Дерево до 6 м у висоту. Кора гладка, тонка, сіра. 

## Поширення
Зростає в Північній Америці: Мексика (Веракрус, Тамауліпас, Сонора, Сакатекас, Чіуауа, Коауіла, Дуранго, Ідальго, Халіско, Нуево-Леон, Керетаро, Сан-Луїс-Потосі); США (Техас, Арізона, Нью-Мексико).
Зустрічається на скелястих вапнякових схилах і каньйонах, а також у сухих руслах струмків і на берегах.

## Використання
Стебла і стовбури використовують на дрова.